# Knud Knudsen (ginnasta)
Knud Leonard Knudsen (Ålesund, 6 settembre 1879 – Bergen, 28 aprile 1954) è stato un ginnasta norvegese.

## Palmarès

### Olimpiadi
- 1 medaglia:
  - 1 oro (Stoccolma 1912 nel concorso libero a squadre)